# غو

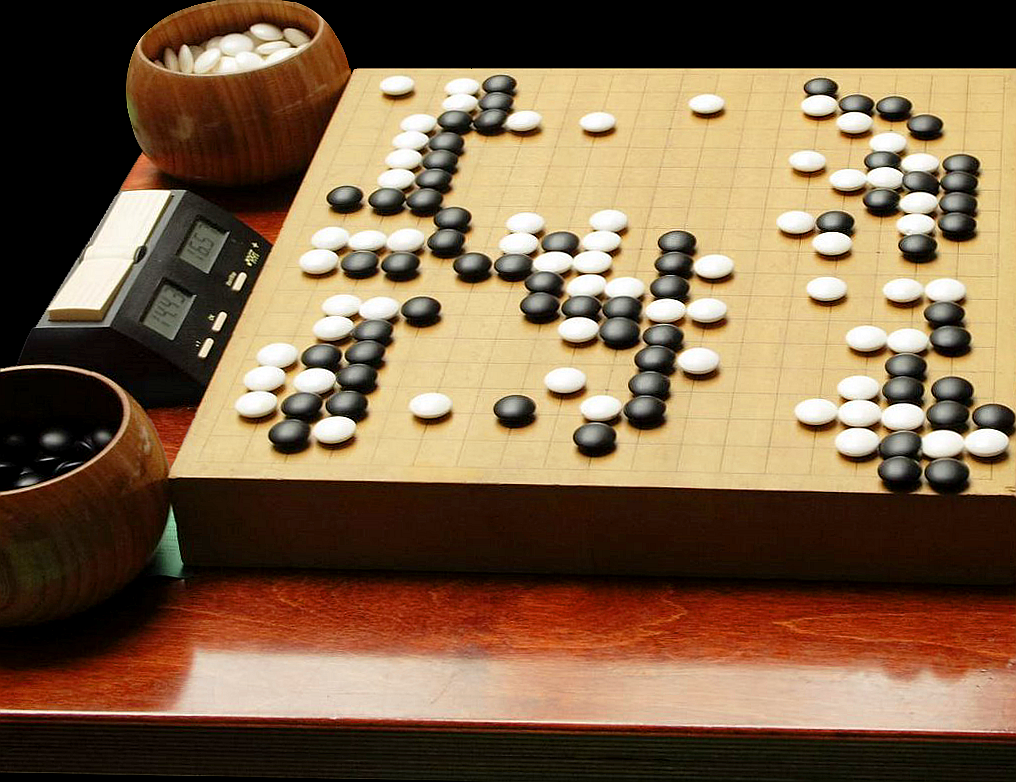
لعبة الغو مع أدواتها كاملة بلوحة ذات قياس 19 × 19 مربع

الغُو لعبة تلعب على لوحة منقسمة بتسعة عشر سطرا قائما وتسعة عشر سطرا تقطعها في زوايا قائمة. وفي لعبها يتبادل لاعبان في وضع أحجار من لونين يتحكم كل لاعب بالأحجار من أحدهما على مقاطع السطور وفي لوحة عادية هناك 361 منها. ويتبارى اللاعبان في الإحاطة بأكبر قطر تحددها أحجار من لون واحد. ومع أن قواعد اللعبة بسيطة، فإنها تتطلب الإستراتيجية الباطنة ومن الممكن أن يقضي شخص الحياة في دراستها بدون الوصول إلى فهمها الكامل.
ظهرت الغو في الصين لأول مرة بين السنة 2000 والسنة 200 قبل الميلاد وكانت أيامها تسمى (yì 弈) وكانت من فنون السيد الصيني الأربعة لكنها بلغت قمة تطورها على يد اليابانيين بعد أن أدخلها عليهم الصينيون في القرن السابع الميلادي. ففي اليابان حصلت على الدعم الرسمي خلال حكم أسرة توكوغاوا من بداية القرن السابع عشر إلى منتصف القرن التاسع عشر. ولذلك تعرف الغو باسمها الياباني وهو إيغو(囲碁). أما أسماؤها الأخرى فتعرف باسم وَيْ چي (圍棋 wéi qí) في الصين وباسم بادُك (바둑) في كوريا. أما الغو الحديثة فكانت اليابان البلد القائد حتى الثمانينات من القرن العشرين حين انتصر اللاعب الصيني نْيَه وَيْ پنغ (niè wèi píng 聶衛平) على ا من أحسن اللاعبين اليابانيين وفي التسعينات ظهر عدة لاعبين كوريين ممتازين. أما الحاضر فمستويات اللعب في تلك البلاد ليست مختلفة جدا لكن الكوريين كانوا منتصرين في كثير من المباريات الدولية في السنوات الماضية.

## قواعد اللعبة

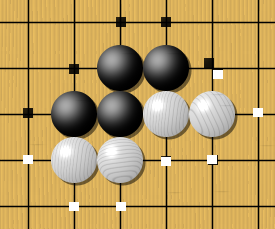
في هذه الصورة وحدتان بيضاوان ووحدة سوداء. تمثل الدوطات حريات الوحدات. أدرك أنه من الممكن أن تشترك الوحدتان حرياتهما سواء إن كانتا من لون واحد أم من اللونين.

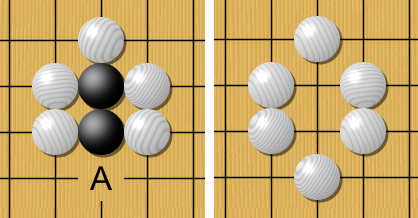
إن وضع اللاعب الأبيض حجر على المقطع "A", فقدت الصخرتان السوداءان حريتهما الأخيرة, فأُسرتا ونُزعتا من اللوحة.

الحياة والموت من أهم المفاهيم في قواعد الغو، فلكل حجر أو وحدة من أحجار متصلة حريات، وهي المقاطع الخالية بجانب الوحدة، فلصخرة واحدة أربع حريات، ولصخرتين متصلتين ست ولثلاث أحجار ثمان، وهكذا. وإذا فقدت وحدة حريتها الأخيرة أسِرت ونُزعت من اللوحة. فالوحدة العائشة يجب عليها أن تحيط ب‘عينين اثنين‘ أي قطر مقسم أو قابل للتقسيم إلى قطعتين لكي تصبح ممنوعة من الأسر لأن إحدى عينيها تظل خالية بعد كل وضع قاصد أسر الوحدة. فإن الوحدة التي لا يمكنها أن تنال عينين هي مائتة حتى إذا لم وضع اللاعب الآخر أحجار في كل حرياتها وتُنزَعت عند نهاية اللعبة. وتنتهي اللعبة حين الحدود التي تشكلها أحجار اللاعبين ليست قابلة للتغيير، أي ليس من الممكن أن تبتكر وحدة عائشة من وراء الحدود القائمة. وعندئذ يرفض كلا اللاعبين أن يضعا حجر جديد. وبعد نزع الوحدات المائتة تُعَد المقاطع الخالية التي يسيطر عليها اللاعبان والمنتصر هو اللاعب ذو القطر الأكبر. وهناك إلى جانب ذلك قاعدتان مهمتان اثنتان فقط، وهما قاعدة ‘الكو‘ وقاعدة ‘السكي‘. أما السكي فمن الممكن أن تشترك وحدتان من اللونين المختلفين في حرياتهما بشكل لا يسمح لأيّهما بقتل الأخرى، فتبقيان على اللوحة عائشتين في السكي ولا تعد حرياتهما عند نهاية اللعبة. أما الكو فإذا وضع لاعب أحجار السوداء مثلا حجر ونزع حجر اللاعب الأبيض وليست لصخرته إلا حرية واحدة فلم يستطع الأبيض وضع حجر في تلك الحرية فوريًا وجعل اللوحة كما كانت قبل وضع الأسود، وإن ذلك هو الكو. فعلى الأبيض أن يضع حجر في مكان آخر ليضطر اللأسود إلى الرد بعدما يُسمَح له باسترداد الكو عندئذ يجب على الأسود أن يضطر اللأبيض إلى الرد. وتلك العملية كلها ‘كفاح كو‘ والأوضاع في الأماكن اللأخرى هي ‘وعيد كو‘.

## الحاسوب ولعبة الغو

نموذج حساب احتمالات لعبة على شكل شجرة يعطي لكل عقدة من عقدها قيمة تعبر عن قوة الحركة التالية.

تعتبر لعبة الغو لعبة استراتيجية ذات مجموع صفري zero-sum، ومعلومات كاملة، وحتمية مما يجعلها في مصاف ألعاب مثل الشطرنج والألعاب الإستراتيجية الأخرى على الرغم من أنها تختلف عنها في طريقة اللعب. على الرغم من بساطة قواعد اللعبة فإن استراتيجيتها معقدة إلى درجة كبيرة.
أهم شيء في اللعبة هو التوازن بين المستويات المتعددة للوحة. حيث أنه من أجل تأمين رقعة على لوحة اللعب من الأفضل وضع الأحجار في مواقع متقاربة، إلا أنه من أجل تغطية أكبر مساحة ممكنة هناك حاجة لتوسيع رقعة اللعب مما قد يخلف مناطق ضعف مكشوفة للخصم.
هناك نظريات تقول بأن لعبة الغو هي من أكثر الألعاب تعقيداً في العالم بسبب العدد الكبير لاحتمالات اللعب في اللعبة الواحدة. حيث أن حجم اللوحة الكبير وقلة القيود على اللعب تعطي احتمالات كثيرة لاستراتيجيات في اللعب تختلف من لاعب لآخر.
تقول العديد من التقديرات أن عدد احتمالات الحركات في لعبة الغو يفوق عدد الذرات في الكون، وذلك لأن عدد مواقع اللوحة هو 3361 على الأكثر (ويساوي تقريباً 10172) وذلك لأن كل مربع قد يكون أبيض أو أسود أو فارغ. هناك على الأقل 361 لعبة (تعادل تقريباً 10768) وذلك لأن كل حركة تعتبر مستقلة عن الحركات الأخرى كلعبة بمفردها.

## وصلات خارجية
تعليم لعبة الغو باللغة العربية على موقع المهيدب